# Österreichische Meisterschaften im Skilanglauf 2014
Die Österreichischen Meisterschaften im Skilanglauf 2014 begannen am 17. und 18. August 2013 mit den Skirollerrennen am Gaisberg und auf dem Salzburgring. Die Sprintwettbewerbe wurden am 5. Januar 2014 in Saalfelden ausgetragen. Es folgten die Einzelrennen und die anschließenden Verfolgungsrennen am 1. und 2. März in Villach. Das Massenstartrennen und die Staffel fanden am 22. und 23. März in Ramsau am Dachstein statt.

## Ergebnisse Herren

### Sprint Freistil
| Platz | Name            | Verein                |
| ----- | --------------- | --------------------- |
| 1     | Daniel Heun     | Deutschland           |
| 2     | Valentin Mättig | Deutschland           |
| 3     | Alexander Wolz  | Deutschland           |
| 4     | Luis Stadlober  | SC Sparkasse Radstadt |
| 5     | Harald Wurm     | WSV Vomp              |
| 6     | Tobias Trenkle  | Deutschland           |
| 7     | Max Hauke       | WSV Liezen-Steiermark |
| 8     | Markus Bader    | SC Waidring           |

Datum: 5. Januar in Saalfelden

Es waren 67 Läufer am Start. Ausländische Teilnehmer erhielten keine Medaillen.

### 10 km Freistil Einzel
| Platz | Name               | Verein                  | Zeit        |
| ----- | ------------------ | ----------------------- | ----------- |
| 1     | Markus Bader       | SC Waidring             | 23:38,0 min |
| 2     | Kevin Plessnitzer  | WSV Ramsau am Dachstein | 23:55,3 min |
| 3     | Tobias Eberhard    | HSV Saalfelden          | 24:13,0 min |
| 4     | Martin Mesotitsch  | SU Rosenbach            | 24:29,3 min |
| 5     | Alexander Brandner | SC Bischofshofen        | 24:37,8 min |
| 6     | Niklas Liederer    | WSV Ramsau am Dachstein | 24:50,8 min |
| 7     | Norbert Ganner     | Raika Obertilliach      | 24:56,8 min |
| 8     | Luis Stadlober     | SC Sparkasse Radstadt   | 25:07,6 min |
| 9     | Miroslav Rypl      | Tschechien              | 25:25,3 min |
| 10    | Clemens Blassnig   | Union St. Veit          | 25:32,6 min |

Datum: 1. März in Villach

Es waren 36 Läufer am Start. Das Rennen der Junioren mit 24 Teilnehmern gewann Fabian Kattnig.

### 10 km Verfolgung
| Platz | Name                | Verein                  | Zeit        |
| ----- | ------------------- | ----------------------- | ----------- |
| 1     | Markus Bader        | SC Waidring             | 51:06,9 min |
| 2     | Kevin Plessnitzer   | WSV Ramsau am Dachstein | 53:09,7 min |
| 3     | Niklas Liederer     | WSV Ramsau am Dachstein | 53:21,0 min |
| 4     | Martin Mesotitsch   | SU Rosenbach            | 54:00,1 min |
| 5     | Miroslav Rypl       | Tschechien              | 54:33,1 min |
| 6     | Clemens Blassnig    | Union St. Veit          | 54:51,5 min |
| 7     | Adam Konyo          | Ungarn                  | 56:01,0 min |
| 8     | Jan-Merlin Liederer | WSV Ramsau am Dachstein | 57:28,3 min |
| 9     | Stefan Schuster     | Sportunion Rosenbach    | 58:13,1 min |
| 10    | Matthias Fugger     | Sportunion Rosenbach    | 59:54,9 min |

Datum: 2. März in Villach

Es waren 11 Läufer am Start. Das Rennen der Junioren mit 13 Teilnehmern gewann Fabian Kattnig.

### 30 km klassisch Massenstart
| Platz | Name                  | Verein                | Zeit        |
| ----- | --------------------- | --------------------- | ----------- |
| 1     | Bernhard Tritscher    | Sc Saalfelden         | 1:36:24,8 h |
| 2     | Maciej Staręga        | Polen                 | 1:36:40,1 h |
| 3     | Dominik Baldauf       | SV Sulzberg           | 1:36:45,7 h |
| 4     | Tobias Habenicht      | TUS Klagenfurt        | 1:37:29,8 h |
| 5     | Aurelius Herburger    | SV Sulzberg           | 1:38:09,5 h |
| 6     | Petter Soleng Skistad | Norwegen              | 1:38:43,1 h |
| 7     | Luis Stadlober        | SC Sparkasse Radstadt | 1:38:51,8 h |
| 8     | Markus Bader          | SC Waidring           | 1:39:04,8 h |
| 9     | Radek Sretr           | Tschechien            | 1:40:30,0 h |
| 10    | Ádám Kónya            | Ungarn                | 1:41:56,6 h |

Datum: 23. Februar in Ramsau

Es waren 50 Läufer am Start. Das Rennen der Junioren mit 16 Teilnehmern gewann Simon Kugler. Ausländische Teilnehmer erhielten keine Medaillen.

### Staffel
| Platz | Landesverband     | Name                                                      | Verein                                                      | Zeit         |
| ----- | ----------------- | --------------------------------------------------------- | ----------------------------------------------------------- | ------------ |
| 1     | Salzburg I        | Luis Stadlober Sven Grossegger Bernhard Tritscher         | SC Sparkasse Radstadt HSV Saalfelden SK Saalfelden-Salzburg | 36:15,5 min  |
| 2     | Steiermark        | Jan-Merlin Liederer Niklas Liederer Max Hauke             | WSV Ramsau am Dachstein WSV Liezen                          | 37:13,0 min. |
| 3     | Salzburg II       | Alexander Brandner Bernhard Flaschberger Paul Gerstgraser | SC Bischofshofen Tsu St. Veit SV Schwarzach                 | 37:22,4 min. |
| 4     | Kärnten I         | Martin Mesotitsch Thomas Jöbstl Johannes Fabian Kattnig   | Sportunion Rosenbach SG Klagenfurt Sportunion Rosenbach     | 38:40,3 min. |
| 5     | Oberösterreich I  | Simon Kugler Maximilian Thier Alexander Gotthalmseder     | Su Liebenau SU Raika ZweBl SC Waldzell                      | 38:42,8 min. |
| 6     | Oberösterreich II | Sebastian Stadlbauer Florian Schimpl Martin Doppelreiter  | SU Böhmerwald SU Raika ZweBl SC Waldzell                    | 40:11,2 min. |
| 7     | Kärnten II        | Michael Preiml Stefan Schuster Matthias Fugger            | Sportunion Rosenbach                                        | 42:46,4 min. |
| 8     | Wien              | Torsten Selleny Klemens Matousek Stephan Fally            | Nordischer Skiclub Wien KSV Siemens Wien                    | 52:22,1 min. |

Datum: 22. März in Ramsau

### 9 km Skiroller
| Platz | Name               | Verein                  | Zeit        |
| ----- | ------------------ | ----------------------- | ----------- |
| 1     | Johannes Dürr      | SC Göstling             | 33:48,0 min |
| 2     | Luis Stadlober     | SC Sparkasse Radstadt   | 34:47,9 min |
| 3     | Niklas Liederer    | WSV Ramsau am Dachstein | 35:47,1 min |
| 4     | Max Hauke          | WSV Liezen              | 36:36,8 min |
| 5     | Kevin Plessnitzer  | WSV Ramsau am Dachstein | 36:53,2 min |
| 6     | Martin Stockinger  | SU Böhmerwald           | 36:54,6 min |
| 7     | Harald Wurm        | WSV-Vomp                | 37:20,8 min |
| 8     | Aurelius Herburger | SV Sulzberg             | 37:39,6 min |

Datum: 17. August 2013 am Gaisberg

Es waren 43 Läufer am Start.

### 50 km Skiroller
| Platz | Name               | Verein                  | Zeit        |
| ----- | ------------------ | ----------------------- | ----------- |
| 1     | Harald Wurm        | WSV-Vomp                | 1:51:38,9 h |
| 2     | Bernhard Tritscher | Sc Saalfelden           | 1:51:40,2 h |
| 3     | Aurelius Herburger | SV Sulzberg             | 1:51:40,3 h |
| 4     | Johannes Dürr      | SC Göstling             | 1:51:41,1 h |
| 5     | Martin Stockinger  | SU Böhmerwald           | 1:51:41,3 h |
| 6     | Niklas Liederer    | WSV Ramsau am Dachstein | 1:51:41,4 h |
| 7     | Max Hauke          | WSV Liezen              | 1:51:43,0 h |
| 8     | Luis Stadlober     | SC Sparkasse Radstadt   | 1:51:58,2 h |

Datum: 18. August 2013 auf dem Salzburgring

Es waren 41 Läufer am Start.

## Ergebnisse Frauen

### Sprint Freistil
| Platz | Name                | Verein               |
| ----- | ------------------- | -------------------- |
| 1     | Antonia Fräbel      | Deutschland          |
| 2     | Jenny Mann          | Deutschland          |
| 3     | Sofie Krehl         | Deutschland          |
| 4     | Pia Fink            | Deutschland          |
| 5     | Anneka Döhla        | Deutschland          |
| 6     | Kerstin Muschet     | SU Rosenbach         |
|       | …                   | …                    |
| 17    | Veronika Mayerhofer | SC Bad Gastein       |
| 31    | Sandra Edelbauer    | Union Bad Leonfelden |

Datum: 5. Januar in Saalfelden

Es waren 40 Läufer am Start. Ausländische Teilnehmer erhielten keine Medaillen.

### 5 km Freistil Einzel
| Platz | Name                | Verein                | Zeit         |
| ----- | ------------------- | --------------------- | ------------ |
| 1     | Teresa Stadlober    | SC Sparkasse Radstadt | 12:13,1 min. |
| 2     | Veronika Mayerhofer | SC Bad Gastein        | 12:32,9 min. |
| 3     | Nathalie Schwarz    | SU Raika Zwettl       | 12:38,9 min. |
| 4     | Kerstin Muschet     | SU Rosenbach          | 12:54,3 min. |

Datum: 1. März in Villach

Es nahmen vier Läuferinnen teil. Das Rennen der Juniorinnen mit sieben Teilnehmern gewann Lisa Unterweger.

### 5 km Verfolgung
| Platz | Name                | Verein          | Zeit         |
| ----- | ------------------- | --------------- | ------------ |
| 1     | Nathalie Schwarz    | SU Raika Zwettl | 27:22,8 min. |
| 2     | Veronika Mayerhofer | SC Bad Gastein  | 27:36,9 min. |
| 3     | Kerstin Muschet     | SU Rosenbach    | 28:13,8 min. |

Datum: 2. März in Villach

Es nahmen drei Läuferinnen teil. Das Rennen der Juniorinnen mit drei Teilnehmern gewann Anna Seebacher

### 15 km klassisch Massenstart
| Platz | Name               | Verein                  | Zeit         |
| ----- | ------------------ | ----------------------- | ------------ |
| 1     | Kateřina Smutná    | HSV Saalfelden          | 51:24,6 min. |
| 2     | Teresa Stadlober   | SC Sparkasse Radstadt   | 51:25,8 min. |
| 3     | Alena Procházková  | Slowakei                | 51:26,1 min. |
| 4     | Nathalie Schwarz   | SU Raika Zwettl         | 51:40,5 min. |
| 5     | Kerstin Muschet    | SU Rosenbach            | 53:02,9 min. |
| 6     | Klára Moravcová    | Tschechien              | 53:04,2 min. |
| 7     | Anna-Maria Milazzi | TUS Klagenfurt          | 1:00:11,4 h  |
| 8     | Karolina Bicova    | Tschechien              | 1:01:54,2 h  |
| 9     | Barbara Laner      | Kitzbühler SC           | 1:06:22,8 h  |
| 10    | Alice Liederer     | WSV Ramsau am Dachstein | 1:06:27,7 h  |

Datum: 23. März in Ramsau

Es nahmen 14 Läuferinnen teil. Das Rennen der Juniorinnen mit fünf Teilnehmern gewann Lisa Unterweger. Ausländische Teilnehmer erhielten keine Medaillen.

### Staffel
| Platz | Landesverband | Name                                                   | Verein                                              | Zeit         |
| ----- | ------------- | ------------------------------------------------------ | --------------------------------------------------- | ------------ |
| 1     | Salzburg I    | Teresa Stadlober Anna Seebacher Kateřina Smutná        | SC Sparkasse Radstadt HSV Saalfelden                | 26:38,3 min  |
| 2     | Salzburg II   | Barbara Walchhofer Tina Zierler Julia Pfennich         | USC Altenmarkt-Zauchensee WSV Strobl USC Maishofen  | 27:48,2 min. |
| 3     | Steiermark    | Fabienne Hartweger Melanie Hochfellner Lisa Unterweger | WSV Ramsau am Dachstein UNSC Kobenz SK Rottenmann   | 28:59,7 min. |
| 4     | Kärnten I     | Lisa Hausott Anna Juppe Kerstin Muschet                | Union Klagenfurt ASKOE Villach Sportunion Rosenbach | 29:28,0 min. |

Datum: 22. März in Ramsau

### 6 km Skiroller
| Platz | Name                | Verein                | Zeit        |
| ----- | ------------------- | --------------------- | ----------- |
| 1     | Teresa Stadlober    | SC Sparkasse Radstadt | 24:30,5 min |
| 2     | Lucia Anger         | Deutschland           | 25:22,3 min |
| 3     | Lisa Unterweger     | SK Rottenmann         | 25:54,0 min |
| 4     | Kerstin Muschet     | SU Rosenbach          | 25:57,7 min |
| 5     | Anna Seebacher      | SC Radstadt           | 26:02,1 min |
| 6     | Veronika Mayerhofer | SC Bad Gastein        | 26:29,8 min |

Datum: 17. August 2013 am Gaisberg

Es waren 11 Läufer am Start. Ausländische Teilnehmer erhielten keine Medaillen.

### 30 km Skiroller
| Platz | Name                | Verein                | Zeit        |
| ----- | ------------------- | --------------------- | ----------- |
| 1     | Elena Rodina        | Russland              | 1:09:08,0 h |
| 2     | Lucia Anger         | Deutschland           | 1:09:08,2 h |
| 3     | Veronika Mayerhofer | SC Bad Gastein        | 1:09:09,4 h |
| 4     | Teresa Stadlober    | SC Sparkasse Radstadt | 1:09:11,4 h |
| 5     | Kerstin Muschet     | SU Rosenbach          | 1:11:48,0 h |
| 6     | Lisa Unterweger     | SK Rottenmann         | 1:11:54,1 h |
| 7     | Sarah Wagner        | Deutschland           | 1:15:36,3 h |
| 8     | Nathalie Schwarz    | Su Raika Zwettl       | 1:15:36,6 h |

Datum: 18. August 2013 auf dem Salzburgring

Ausländische Teilnehmer erhielten keine Medaillen.